# Propstei Unternalb

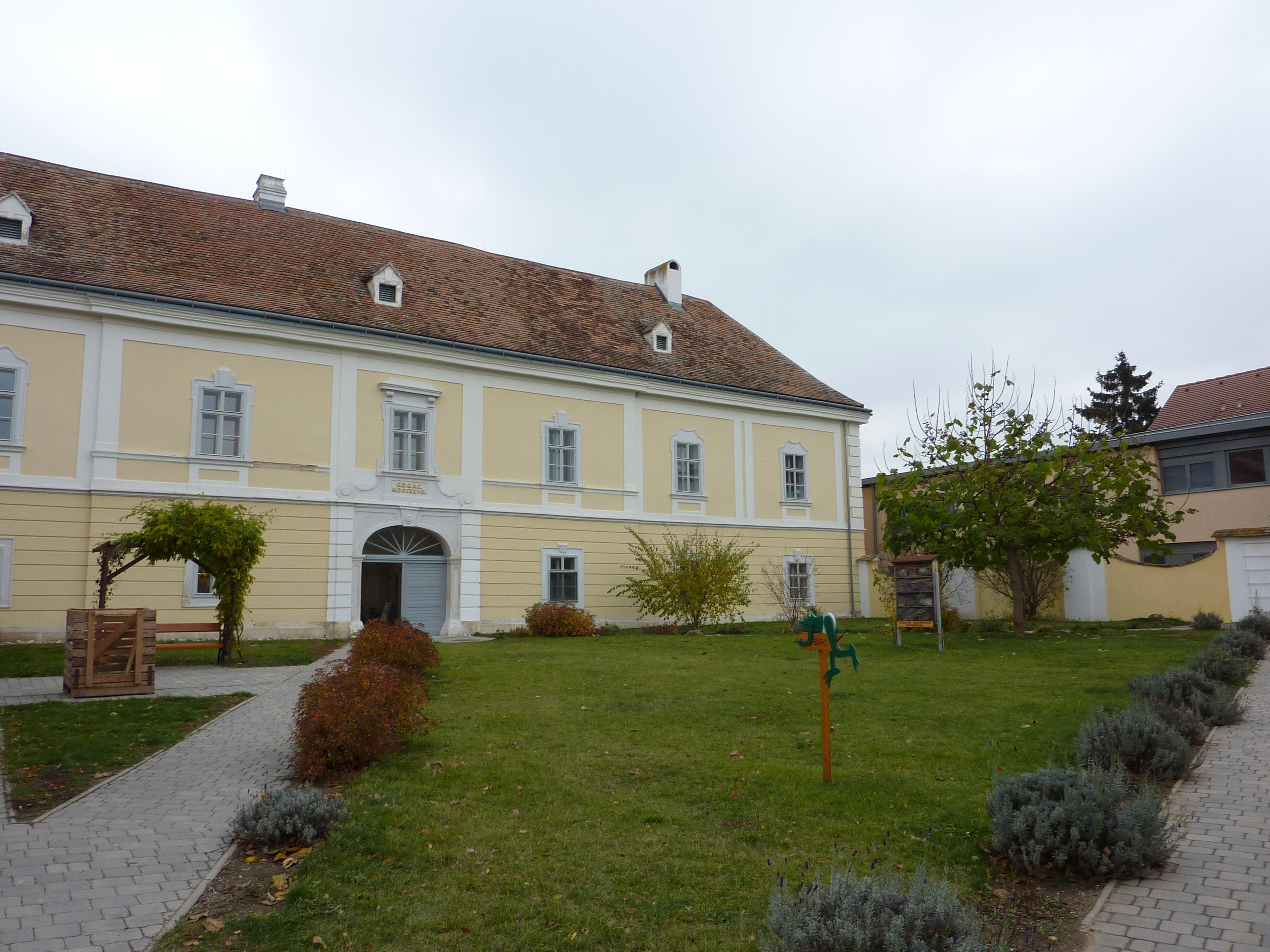
Ehemalige Propstei des Stiftes Göttweig in Unternalb

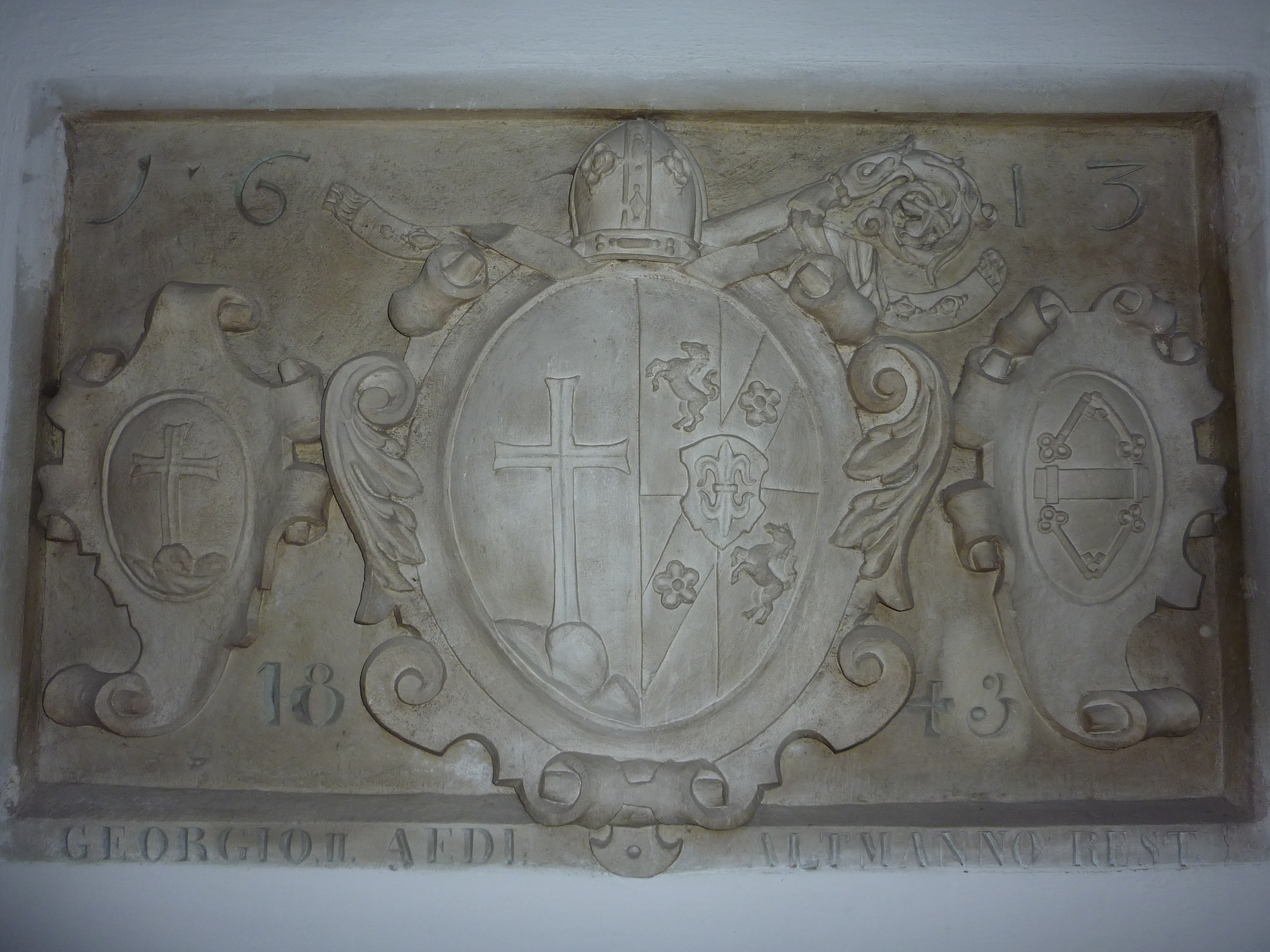
Relief mit Wappen, mittig Abt Georg Falb, links Stift Göttweig, rechts Abt Altmann Arigler

Die ehemalige Propstei Unternalb vom Stift Göttweig steht bei der Pfarrkirche Unternalb in der Ortschaft Unternalb in der Stadtgemeinde Retz im Bezirk Hollabrunn in Niederösterreich.

## Geschichte
Im Kern entstand im 17. Jahrhundert wohl ein Pfarrhof. 1721 wurde ein wirtschaftliches Verwaltungszentrum in Unternalb gegründet und vermutlich nach den Plänen des Architekten Johann Lucas von Hildebrandt und unter der Bauführung von Franz Jänggl ein großzügiger Um- und Neubau begonnen. Von 1843 bis 1846 kam es zu einer Erweiterung der Wirtschaftsgebäude.
Beim Anschluss Österreichs an Hitler-Deutschland wurde das Stift Göttweig enteignet und der Konvent in die Propstei nach Unternalb verbannt.
Seit 1985 steht die ehemalige Propstei zum Großteil im Besitz der Caritas der Erzdiözese Wien. Von 1985 bis 1988 erfolgte eine Restaurierung. Die Caritas führt eine Einrichtung für Menschen mit Behinderungen.

## Architektur
Die weitläufige barocke Anlage mit zwei Innenhöfen und weiteren Wirtschaftsgebäuden ist baulich mit der Pfarrkirche verbunden.
Nördlich zeigt sich ein offener Vorhof mit einem Hoftor in einer barocken Umgrenzungsmauer flankiert von massiven gebänderten Pfeilern mit vorgestellten Säulen auf Postamenten. Der zweigeschoßige dreiflügelige Hauptbau zeigt ein gebändertes Erdgeschoß mit unterkehlten Sohlbänken. Der dreiachsige mittige Flügelbau mit einer dreieckübergiebelten Mittelachse hat ein korbbogiges Einfahrtsportal. Gartenseitig zeigt der mittige Flügelbau einen flachen Risalit, das Fenster im Obergeschoß ist volutengestützt und zeigt im Parapetfeld 1727. Die Durchfahrt hat Platzlgewölbe über Gurtbögen.
Im Propsteiinneren gibt es im Obergeschoß einen Festsaal mit einer Stuckdecke um 1730 mit einem geschweiften Spiegel mit ovalen Reliefsmedaillons, die Malerei zeigt Landschaftsmotive in den Ecken Fruchtkörbe und Girlanden und polychromiertem Bandlwerkdekor. Im Stiegenhaus des östlichen Seitenflügels gibt es eine Reliefkartuschen mit dem Wappen des Stiftes Göttweig mit 1613 und 1843.
Der weitläufige äußere Wirtschaftshof wird durch niedrigen barocken Flügelbauten mit Speichergeschoßen und haben in den Erdgeschoßen Tonnengewölbe mit Stichkappen. Der Südflügel hat in der zentralen Achse eine korbbogige kreuzgratgewölbte Durchfahrt und ist außen feldseitig segmentübergiebelt mit einer profilierten Torverdachung mit 1730.
Einzelne Trakte entstanden im 19. Jahrhundert.